# Jessica Drake

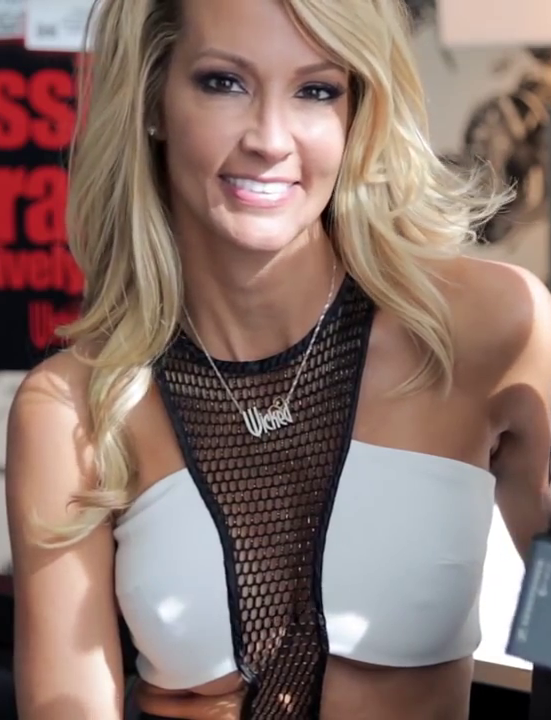
Jessica Drake

Jessica Drake (n. 14 octombrie 1974, Dallas, Texas; ca Angela Patrice Heaslet) este o actriță porno americană. După o perioadă de câțiva ani când a fost dannsatoare strip-tease într-un local din El Paso, Texas, a jucat în 2000 într-un film pornografic. În același an este distinsă la  AVN Award ca "Best New Starlet". În 2003 este angajată de studioul de filme porno, Wicked Pictures, în 2004 Jessica Drake pentru rolul jucat în filmul Fluff and Fold - este distinsă cu Premiul XRCO. Printre filmele ei mai cunoscute se numără Fantasy-Porno, Dream Quest, Science-Fiction-Porno Space Nuts ca și Manhunters. Drake a fost căsătorită cu actorul Evan Stone. Ea poate fi văzută în 2010 în videoclipul muzical Single Telephone a lui Lady Gaga.

## Filmografie
- 1999: Ka$h
- 1999: Pussyman's Decadent Divas 4
- 2000: Sexcalibur
- 2000: Adrenaline
- 2003: Space Nuts
- 2004: Highway Ladies
- 2005: Camp Cuddly Pines Powertool Massacre
- 2005: Curse Eternal
- 2005: Eternity
- 2006: Manhunters
- 2006: Fuck (2006)
- 2007: Coming Home
- 2008: Fallen
- 2009: 2040
- 2010: Speed (film pornografic)